# Szcintigráfia

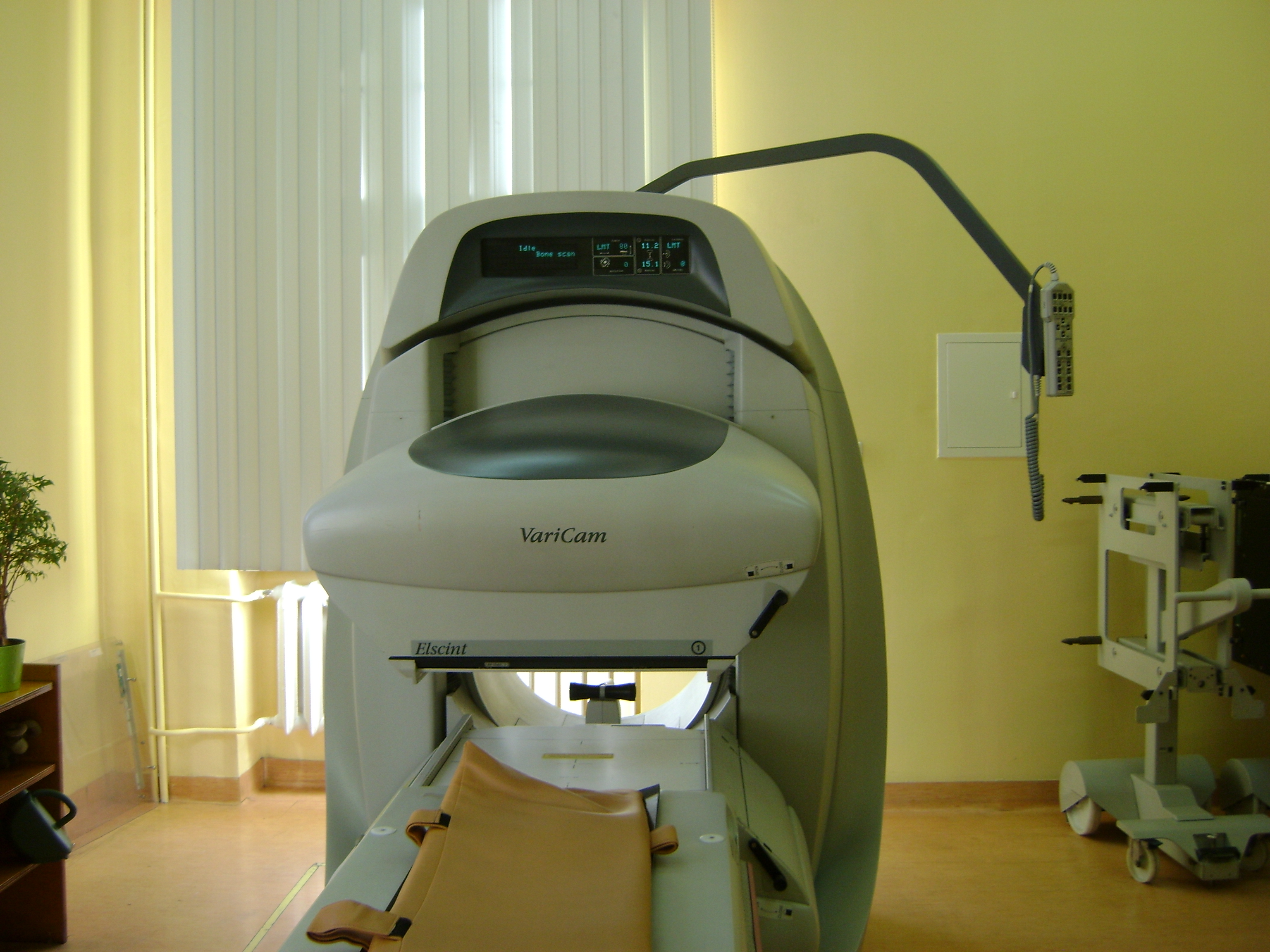
Szcintigráf

A szcintigráfia a nukleáris orvostudomány egyik diagnosztikai módszere. A vizsgálat során kis mennyiségű radioaktív anyagot juttatnak a szervezetbe vénás injekció formájában. A vizsgálathoz kétféle radiofarmakonra van szükség, ezért a beteg két injekciót kap. Az egyik anyag, a technécium csak a pajzsmirigyszövetben dúsul, a másik, a MIBI a pajzsmirigyben és a túlműködő mellékpajzsmirigy-szövetben is halmozódik. A MIBI beadása után 45 perccel egy SPECT/CT vizsgálatra kerül sor (kb. 20 perc), majd rögtön egy másik kamerával a páciens pajzsmirigyéről készül felvétel. Ezután a vizsgálati alany megkapja a technécium injekciót, majd 15 perc múlva egy újabb sorozat készül a nyakáról. Vagyis összességében kb. 2 órát vesz igénybe a teljes vizsgálat.